# Terminal twilight
Terminal twilight is het zesde studioalbum van White Willow. Het is wederom opgenomen in een andere samenstelling dan alle vorige albums. Alleen Jacob Holm-Lupo is overgebleven. Het album bevat een mengeling van donker getinte folk en progressieve rock.

## Musici
- Lars Fredrik Frøislie: toetsinstrumenten
- Jacob Holm-Lupo: gitaar
- Matthias Olsson: slagwerk (voorheen Änglagård)
- Ketil Vestrum Einarsen: dwarsfluit
- Sylvia Skjellestad (voorheen Sylvia Erichsen): zang
- Ellen Andrea Wang: basgitaar

Met medewerking van:
- Tim Bowness: zang op Kansas Regrets
- David Lundberg: gitaar, toetsen
- Michael S. Judge: gitaarsolo op Hawks circle the mountain

## Muziek
Alleen door Holm-Lupo, behalve:
- Kansas regrets door Bowness en Holm-Lupo
- Sunrise door Holm-Lupo en Frøislie
- The howling wind door Olsson, Holm-Lupo

| Nr. | Titel                                                      | Duur  |
| --- | ---------------------------------------------------------- | ----- |
| 1.  | Hawks circle the mountain (9alleen op Amerikaanse persing) | 7:09  |
| 2.  | Snowswept                                                  | 4:12  |
| 3.  | Kansas regrets                                             | 4:39  |
| 4.  | Red leaves (opgedragen aan Tony Banks)                     | 8:39  |
| 5.  | Floor 67                                                   | 9:53  |
| 6.  | Natasha of the burning woods                               | 6:28  |
| 7.  | Searise                                                    | 13:10 |
| 8.  | A rumour of twilight                                       | 2:33  |
| 9.  | The howling wind                                           | 5:18  |